# Копа Америка 1975.
Копа Америка 1975. је било тридесето издање овог такмичења. Првенство је одржано од 17. јула до 28. октобра 1975. године. По први пут није постојало фиксно место одржавања турнира, а све утакмице су се играле током три месеца у свакој земљи учесници. Осим тога, турнир је променио име из Првенство Јужне Америке у фудбалу у Копа Америка. Учествовало је свих десет земаља КОНМЕБОЛ-а, а бранилац титуле Уругвај је прву утакмицу одиграо тек у полуфиналу, а остали учесници су такмичење почели у групној фази. Нови првак Јужноамеричког првенства је постала репрезентација Перуа по други пут у својој историји.
У полуфиналу играли су Перу и Бразил. У првој утакмици Перу је победио са 3:1 док је у другој утакмици победио Бразил са 2:0. Овиме је резултат био изједначен 3:3. Савези Бразила и Перуа су донели одлуку да се победник одлучи жребом. Увек се причало да је ћерка перуанског званичника Теофила Салинаса из гласачке кутије извадила пластични листић, претходно замрзнут, на коме је писало „Перу”. Бивши играчи Перси Рохас и „Панадеро” Дијаз једном су ово прокоментарисали: „Не знам, али легенда каже да је Салинас охладио гласачки листић пре жреба, а девојка је узела најхладнији”, рекао је Перси. „Важно је да је Перу отишао у финале, победили смо Колумбију и били шампиони. Остало су нагађања", рекао је Бакер..

## Учесници
На првенству Јужне Америке учествовало десет репрезентација: Боливија, Перу, Бразил, Колумбија, Еквадор, Парагвај, Аргентина, Уругвај, Чиле и Венецуела. Репрезентација која је освојила прво место у групи је ишла у полуфинално такмичење. Победник полуфинала из две утакмице, гост домаћин, је ишао у финале.
1. Аргентина

2.  Бразил

3.  Парагвај

4.  Перу

5.  Колумбија

6.  Боливија

7.  Еквадор

8.  Уругвај

9.  Чиле

10.  Венецуела

## Градови домаћини и стадиони
| Каракас, Венецуела  | Бело Оризонте, Бразил | Росарио, Аргентина | Сантијаго, Чиле    | Оруро, Боливија     | Лима, Перу          |
| ------------------- | --------------------- | ------------------ | ------------------ | ------------------- | ------------------- |
| Олимпико            | Минеирао              | Хиганте де Аројито | Насионал           | Хесус Бермудез      | Насионал            |
| Капацитет: 23.940   | Капацитет: 72.000     | Капацитет: 45.465  | Капацитет: 66.660  | Капацитет: 33.000   | Капацитет: 50.000   |
| Олимпико, Каракас   | Минеирао              | Гиганте            | Насионал, Чиле     | Хесус Б.            | Насионал, Перу      |
| Лима, Перу          | Богота, Колумбија     | Гвајакил, Еквадор  | Кито, Еквадор      | Асунсион, Парагвај  | Монтевидео, Уругвај |
| Алехандро Виљануева | Ел Кампин             | Модело             | Олимпико Атахуалпа | Дефенсорес дел Чако | Сентенарио          |
| Капацитет: 33.938   | Капацитет: 36.343     | Капацитет: 42.000  | Капацитет: 35.742  | Капацитет: 42.354   | Капацитет: 76.609   |
|                     | Ел Кампин             | Модело             | Олимпико Атахуалпа | Дефенсорес де Чако  | Сентенарио          |

## Први круг
Тимови су били подељени у три групе од по три тима. Сваки тим је играо два пута (код куће и у гостима) против других тимова у својој групи, са два бода за победу, један бод за нерешено и без бодова за пораз. Победници сваке групе пласирали су се у полуфинале где их је чекао Уругвај као владајући шампион и четврта репрезентација полуфинала

### Група А
| Репрезентација | И | Д | Н | И | ДГ | ПГ | ГР  | Бод. |
| -------------- | - | - | - | - | -- | -- | --- | ---- |
| Бразил         | 4 | 4 | 0 | 0 | 13 | 1  | +12 | 8    |
| Аргентина      | 4 | 2 | 0 | 2 | 17 | 4  | +13 | 4    |
| Венецуела      | 4 | 0 | 0 | 4 | 1  | 26 | −25 | 0    |

### Утакмице
| Венецуела | 0–4      | Бразил                                    |
| --------- | -------- | ----------------------------------------- |
|           | Извештај | Ромеу 2’ · Данивал 50’ · Палхиња 82’, 88’ |

| Венецуела   | 1–5 | Аргентина                                     |
| ----------- | --- | --------------------------------------------- |
| Ириарте 14’ |     | Луке 12’, 34’, 66’ · Кемпес 30’ · Ардилес 86’ |

| Бразил                 | 2–1 | Аргентина |
| ---------------------- | --- | --------- |
| Нелињо 31’, 55’ (пен.) |     | Асад 11’  |

| Аргентина | 11–0 | Венецуела |
| --- | ---- | --------- |
| Д. Килер 8’, 41’, 62’ · Гаљего 14’ · Ардилес 39’ · Кемпес 53’, 81’ · Занабрија 56’, 64’ · Боведа 80’ · Луке 85’ |      |           |

| Бразил                                                              | 6–0 | Венецуела |
| ------------------------------------------------------------------- | --- | --------- |
| Батата 6’, 79’ · Нелињо 9’ · Данивал 37’ · Кампос 53’ · Палхиња 65’ |     |           |

| Аргентина | 0–1 | Бразил      |
| --------- | --- | ----------- |
|           |     | Данивал 45’ |

### Група Б
| Репрезентација | И | Д | Н | И | ДГ | ПГ | ГР | Бод. |
| -------------- | - | - | - | - | -- | -- | -- | ---- |
| Перу           | 4 | 3 | 1 | 0 | 8  | 3  | +5 | 7    |
| Чиле           | 4 | 1 | 1 | 2 | 7  | 6  | +1 | 3    |
| Боливија       | 4 | 1 | 0 | 3 | 3  | 9  | −6 | 2    |

### Утакмице
| Чиле         | 1–1 | Перу      |
| ------------ | --- | --------- |
| Крисосто 10’ |     | Рохас 72’ |

| Боливија      | 2–1 | Чиле       |
| ------------- | --- | ---------- |
| Меца 60’, 75’ |     | Гамбоа 41’ |

| Боливија | 0–1 | Перу        |
| -------- | --- | ----------- |
|          |     | Рамирез 17’ |

| Перу                                        | 3–1 | Боливија        |
| ------------------------------------------- | --- | --------------- |
| Рамирез 7’ (пен.) · Куето 26’ · Облитас 52’ |     | Меца 58’ (пен.) |

| Чиле                                        | 4–0 | Боливија |
| ------------------------------------------- | --- | -------- |
| Аранеда 40’, 87’ · Ахумада 61’ · Гамбоа 71’ |     |          |

| Перу                                 | 3–1 | Чиле        |
| ------------------------------------ | --- | ----------- |
| Рохас 3’ · Облитас 32’ · Кубиљас 39’ |     | Реиносо 76’ |

### Група Ц
| Репрезентација | И | Д | Н | И | ДГ | ПГ | ГР | Бод. |
| -------------- | - | - | - | - | -- | -- | -- | ---- |
| Колумбија      | 4 | 4 | 0 | 0 | 7  | 1  | +6 | 8    |
| Парагвај       | 4 | 1 | 1 | 2 | 5  | 5  | 0  | 3    |
| Еквадор        | 4 | 0 | 1 | 3 | 4  | 10 | −6 | 1    |

### Утакмице
| Колумбија | 1–0 | Парагвај |
| --------- | --- | -------- |
| Дијаз 83’ |     |          |

| Еквадор                  | 2–2 | Парагвај       |
| ------------------------ | --- | -------------- |
| Ласо 38’ · Кастањеда 47’ |     | Киесе 16’, 87’ |

| Еквадор    | 1–3 | Колумбија                          |
| ---------- | --- | ---------------------------------- |
| Карера 40’ |     | Ортиз 15’ · Ретат 75’ · Кастро 83’ |

| Парагвај | 0–1 | Колумбија |
| -------- | --- | --------- |
|          |     | Дијаз 40’ |

| Колумбија              | 2–0 | Еквадор |
| ---------------------- | --- | ------- |
| Дијаз 15’ · Калеро 42’ |     |         |

| Парагвај                  | 3–1 | Еквадор       |
| ------------------------- | --- | ------------- |
| Баез 21’ · Ролон 39’, 58’ |     | Кастањеда 31’ |

## Полуфинале
| Колумбија                                              | 3–0 | Уругвај |
| ------------------------------------------------------ | --- | ------- |
| Анхуло 53’ · Ортиз 70’ · Дијаз 90’ · де лос Сантос 17’ |     |         |

| Бразил    | 1–3 | Перу                            |
| --------- | --- | ------------------------------- |
| Батат 54’ |     | Касарето 19’, 88’ · Кубиљас 82’ |

| Уругвај               | 1–0 | Колумбија |
| --------------------- | --- | --------- |
| Морена 17’ (пен.) 80’ |     |           |

| Перу | 0–2 | Бразил                           |
| ---- | --- | -------------------------------- |
|      |     | Мелендез 10’ (а.г.) · Кампос 61’ |

(*) Жребом је одлучено да је победник репрезентација Перуа.

## Финале
Финале се играло у две утакмице и победник, шампион је репрезентација са више победа. Гол разлика се не рачуна.
У првом мечу Колумбија је у Боготи савладала Перу са 1:0. У другом мечу, Перу је у Лими савладао Колумбију са 2:0. Пошто је сваки тим победио у свом мечу (оба као домаћини), имали су исти број бодова, па је трећи меч морао да се одигра на неутралном терену да би се одлучио шампион. Трећа утакмица одиграна је у Венецуели где је Перу савладао Колумбију 1:0. Тако је Перу по други пут постао шампион Копа Америка.
| Колумбија  | 1–0 | Перу |
| ---------- | --- | ---- |
| Кастро 38’ |     |      |

| Перу                      | 2–0 | Колумбија |
| ------------------------- | --- | --------- |
| Облитас 18’ · Рамирез 44’ |     |           |

| Перу      | 1–0 | Колумбија |
| --------- | --- | --------- |
| Сотил 25’ |     |           |

## Листа стрелаца
На овом првенству укупно 42 стрелаца је постигло 79 голова, титулу најбољег стрелца јсу поделили аргентинац Леополдо Луке и колумбијац Ернесто Дијаз са по 4 постигнута гола.
| 4 гола - Луке - Дијаз 3 гола - Кемпес - Д. Килер - О. Меца - Данивал - Нелињо - Палхиња - Батата - Облитас - О. Рамирез 2 гола - Ардилес - Занабрија | - Кампос - Аранеда - Гамбоа - П. Кастро - В. Ортиз - Кастањеда - Киесе - Ролон - Касарето - Кубиљас - Рохас 1 гол - Асад - Боведо - Гаљего - Ромеу | - Ахумада - Крисосто - Рејносо - Анхуло - Калеро - Ретат - Карера - Ласо - Баез - Куето - Сотил - Морена - Ириарте Аутогол - Хулио Мелендез (за Бразил) |